# Wolfram von Metzler

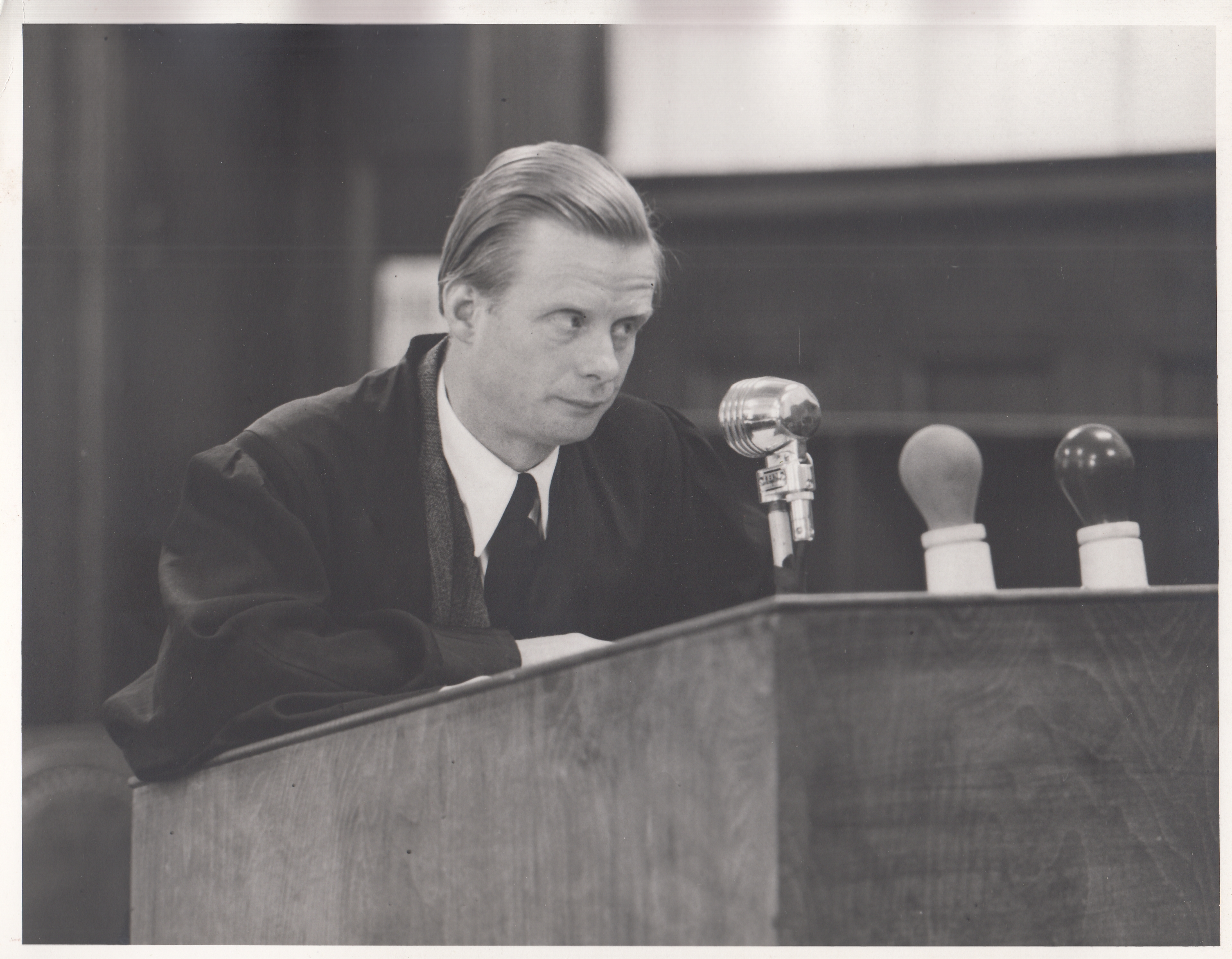
Wolfram von Metzler während des I.G.-Farben-Prozesses als Verteidiger von Fritz Gajewski

Wolfram von Metzler (* 6. Juli 1906 in München; † nach 1965) war ein deutscher Jurist.

## Leben
Wolfram von Metzler war der Sohn eines Arztes und wuchs in St. Petersburg auf. 1918 floh die Familie nach Deutschland und er besuchte ab 1920 die neu eingerichtete Schule Schloss Salem. Vier Jahre später war er, da er als Preuße die Abiturprüfung zwei Wochen früher als die anderen Salemer Abiturienten ablegen musste, erster Abiturient der Schule. Er studierte Rechtswissenschaft an der Universität Berlin und der Universität Göttingen. 1928 legte er sein Referendarexamen ab. 1930 promovierte er in Göttingen mit dem Thema Die Auswärtige Gewalt der Sowjetunion. Anschließend arbeitete er als Rechtsanwalt in Berlin. Ende 1935 gründete er hier die Metallpulver GmbH und wurde dort Geschäftsführer. 1938 verlegte er den Firmensitz von Berlin nach Frankfurt am Main. 1942 wurde von Metzler in die Wehrmacht eingezogen und kam zu Kriegsende in Kriegsgefangenschaft. Nach seiner Freilassung war er als Anwalt in Hamburg tätig.
Im Neuengamme-Hauptprozess war er Verteidiger des Blockführers Heinrich Ruge. Ruge wurde zum Tode verurteilt und 1946 hingerichtet.
Im I.G.-Farben-Prozess (Fall 6 der Nachfolgeprozesse), welcher von Mitte August 1947 bis Ende Juli 1948 dauerte, war er ab 1. Februar 1948 als Nachfolger von Ernst Achenbach Verteidiger von Fritz Gajewski. Dieser wurde in den vier Anklagepunkten für nicht schuldig befunden und freigesprochen. Im selben Prozess war er bis 28. Januar 1948 Assistent der Verteidigung von Paul Häfliger gewesen und hatte anschließend die Verteidigung übernommen. Häfliger wurde in einem von vier Anklagepunkten für schuldig befunden und zu zwei Jahren Haft verurteilt. Bereits im Jahr der Verurteilung wurde er aus der Haft entlassen.
1950 baute von Metzler eine Rechtsanwaltssozietät in Hamburg auf. Ab 1965 vertrat er die Vereinigung der Verfolgten des Naziregimes im Prozess gegen den Bayer-Konzern.
Er war im Vorstand der Deutschen Gesellschaft für Europäische Erziehung e. V.